# Едмунд Зентара

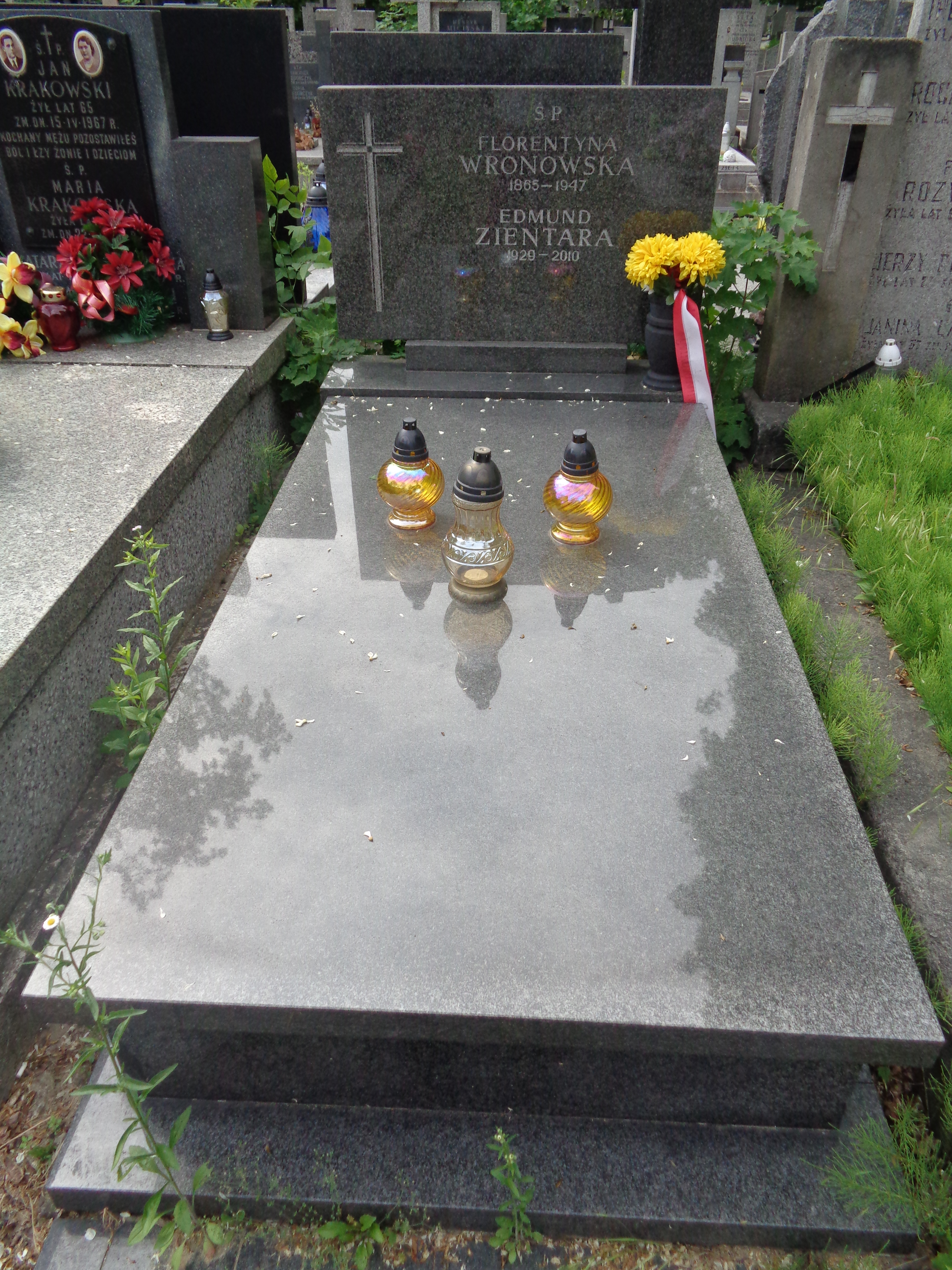
Могила Едмунда Зінтари на бродновському цвинтарі

Едмунд Ян Зентара (пол. Edmund Jan Zientara; нар. 25 січня 1929, Варшава, Польща — пом. 3 серпня 2010) — польський футболіст, тренер та спортивний діяч, виступав на позиції нападника та півзахисника. Син Александра, солдата АК, який загинув під час варшавського повстання, та Вікторії з роду Сулінських. Генеральний секретар ПЗПН (1991—1995).

## Життєпис
Вихованець варшавської «Полонії». Найкращі роки своєї кар'єри провів у «Легії». Виступав у ній протягом 12 років, з 1950 по 1962 рік. Разом з «Легією» виграв чемпіонат та кубок Польщі (обидва трофея — у 1956 році).
Дебютував у футболці «військовиків» 19 листопада 1950 року в матчі з познанським «Лехом». Останній поєдинок у футболці «Легії» провів 1 квітня 1962 року (проти «Краковії»). Грав також у варшавській «Полонії», «Люблянці», «Гвардії» (Варшава) та «Марібірнонг Полонії» з Мельбурна. У складі «Легії» зіграв 169 матчів, відзначився 3-а голами. На момент виступів у столичній команді мав зріст 170 см та вагу 69 кг. Окрім Яцека Магери, єдиний гравець «Легії», який виграв польський чемпіонат як футболіст і тренер. Потрапив до галереї слави «Легії» (Варшави).
Капітан збірної Польщі (19 матчів). Зіграв у ній 40 матчів. Учасник Олімпійського турніру в Римі (1960), де зіграв 3 матчі.
Зіграв на матчі-відкритті стадіону «Камп Ноу» в Барселоні. Збірна Польщі під назвою «збірна Варшави» програла «Барселоні» з рахунком 2:4.
Починаючи з сезону 1972/73 років протягом 3 років очолював «Погонь» (Щецин). У другій половині 70-х років тренував також Сталь (Мелець), яку у 1976 році привів до перемоги в чемпіонаті Польщі. Виховав цілу низку відомих гравців, серед яких зокрема й Казімеж Дейна.
У 1999 році відзначився Офіцерським Хрестом Ордену Відродження Польщі.
7 серпня 2010 року був похований на варшавському Бруднівському цвинтарі. Місце поховання.